# Радомир Ђуракић
Радомир Ђуракић (Љубић, код Чачка, 25. фебруар 1921 — Вранић, код Мостара, 11. фебруар 1943) био је учесник Народноослободилачке борбе и народни херој Југославије.

## Биографија
Рођен је 25. фебруара 1921. у Љубићу, код Чачка, у сеоској породици средњег имовног стања. Детињство је провео у родном селу, где је завршио и основну школу, а гимназију је похађао у Чачку. У вишим разредима гимназије се преко старијих ученика упознао са социјалистичким идејама и читао повезану литературу.
Већ је у седмом разреду гимназије постао члан СКОЈ-а. Учествовао је у бројним демонстрацијама и штрајковима које су организовали комунисти и синдикални руководиоци у Чачку; полиција га је више пута хапсила и увела га у своју евиденцију као опасног комунисту.
По завршеној гимназији, 1939. године уписао се на машински одсек Техничког факултета у Београду. Он се и ту брзо повезао са револуционарно оријентисаним студентима. Револуционарно искуство које је стекао као ђак виших разреда гимназије у Чачку, помогло му је да се одмах укључи у акције које су организовали његови старији другови. Учествовао је у мартовским демонстрацијама 1941. године у Београду, када је искочио из поворке и упустио се у физичко обрачунавање са жандармима.
После капитулације Краљевине Југославије 1941. године, као студент друге године, вратио се у своје родно место са војничком пушком и 60 метака, које је сакрио изнад куће у винограду. У мају 1941. године постао је и члан КПЈ. По проглашењу отпочињања устанка, отишао је у шуму и придружио се првим партизанским борцима из љубићког среза. Од њих су настале прве десетине, које су касније прерасле у водове и чете Љубићког батаљона Чачанског партизанског одреда „Др Драгиша Мишовић“. Био је политички комесар Друге љубићке партизанске чете, са којом је учествовао у многим борбама 1941. године: у ослобођењу Горњег Милановца, Чачка, Краљева и других места.
Заједно са делом снага Чачанског партизанског одреда, Ђуракић се повукао, крајем новембра 1941. године, према Санџаку. Постао је политички комесар Треће таковске чете Чачанског партизанског батаљона. Истакао се у борбама на Сјеници 22. децембра 1941. године и на реци Увцу у јануару 1942. године.
Када је формирана Друга пролетерска бригада, 1. марта 1942. године, Радомир је и даље остао политички комесар Треће таковске чете Другог чачанског батаљона.
Што се тиче његове породице за време рата, у Бањичком логору, од 28. фебруара 1943. па све до расформирања логора 3. октобра 1944. године, тамновали су му отац Тихомир, сестра Љубинка и брат Војин.
У борби код Фоче у мају 1942. године, био је тешко рањен. Чим је оздравио поново се нашао у првим редовима. Погинуо је од непријатељске авионске бомбе 11. фебруара 1943. године, као заменик политичког комесара Трећег батаљона Друге пролетерске бригаде, у селу Вранићу на путу Посушје—Мостар.
Његови посмртни остаци пренети су после ослобођења и сахрањени у родном селу Љубићу, поред споменика Танаска Рајића.
Указом председника ФНРЈ Јосипа Броза Тита 27. новембра 1953. проглашен је за народног хероја.

## Галерија
- Спомен-биста у Чачку
- Ђуракићев гроб код Меморијалног комплекса на Љубићу
- Орден народног хероја